# Radič Sanković
Radič Sanković (en serbio: Радич Санковић; fallecido en 1404) fue un poderoso noble y magnate bosnio, con un título de vaivoda (duque) en el Reino de Bosnia durante el reinado de Esteban Dabiša (1391-1395) y la reina Helena (1395-1398). Se alió con el usurpador Esteban Ostoja (1398-1404) durante las guerras civiles, hasta su muerte en 1404. Ocupó los territorios en la actual Herzegovina, incluido el valle del Alto Neretva con Glavatičevo como centro, Nevesinje, partes de Popovo Polje y la mayor parte de Konavle.

## Biografía
Radič era hijo de Sanko Miltenović, el fundador epónimo de la Casa de Sanković (el progenitor fue Dražen Bogopenec, señor de Hum bajo el rey Esteban Uroš II Milutin de Serbia). Sanko murió en una batalla mientras lideraba el ejército bosnio para ayudar a Ragusa contra el señor serbio, Nicolás Altomanović, quien hizo campaña contra Ragusa en 1370. Radič y su hermano Beljak heredaron las tierras de Nevesinje y Popovo Polje (en Herzegovina) y parte de Konavle (el extremo sur de Dalmacia) tras la muerte de su padre. Tenía tres hermanos Beljak, Budelja, Sančin y una hermana Dragana. En 1388, él y su compañero noble Vlatko Vuković condujeron el ejército bosnio contra los otomanos en Bileća.
En 1392, Radič y Beljak intentaron vender Konavle a la República de Ragusa. El mismo año, el 15 de mayo, emitió una carta a los comerciantes de Dubrovnik permitiéndoles comerciar en sus territorios. Sin embargo, el rey y la nobleza convocaron un stanak y se opusieron a la venta. El gran duque Vlatko Vuković (de la Casa de Kosača) y el conde Pavle Radinović (de la Casa de Pavlović) fueron enviados contra Radič en diciembre de 1391 después de recibir las bendiciones del stanak. Los dos capturaron a Radič, ocuparon Konavle y la dividieron entre ellos, a pesar de las protestas de Ragusa. Vuković murió poco después de esto, y fue sucedido por su sobrino Sandalj Hranić, que continuó luchando contra Radič. Radič recuperó la libertad en 1398 y buscó de inmediato recuperar sus tierras perdidas, por lo que se convirtió en un importante aliado de Esteban Ostoja. En 1399, vendió el campo de Lisac a Ragusa por quinientos perpers. También se convirtió en miembro del Gran Consejo de Ragusa. Radič participó en la guerra bosnio-ragusana en 1403-1404 y condujo los ataques a Dubrovnik en nombre de Ostoja. Hranić capturó y cegó a Radič, y lo mantuvo en prisión hasta su muerte en 1404. La zona de Nevesinje hasta la costa fue tomada por Hranić.